# Aleksa Kokić
Aleksa Kokić (Subotica, 14. listopada 1913. – Cetinje 17. srpnja 1940.), hrvatski književnik, pjesnik, prozni i pisac kazališnih komada, te esejist i publicist. Prevodio je s češkog, slovačkog, mađarskog i njemačkog jezika. Osnovno školovanje završio je u rodnom gradu, a srednju školu u Travniku, gdje je išao u isusovačku gimnaziju. Studirao je bogoslovlje u Zagrebu. Za svećenika ga je zaredio biskup Lajčo Budanović. Iza toga je bio svećenik u rodnoj Subotici u župi sv. Roka. Ubrzo se ponovono odlučuje za studij, ovog puta slavistike. Smrt ga je snašla u 27. godini života, na odsluženju vojnog roka.
U Kokićevu književnom radu, posebice njegovu pjesništvu, dominira neskrivena ljubav prema bačkom krajobrazu («ravnici i zlatnim klasovima») i stanovnicima ravnice, s naglašenim osjećanjem za njihove socijalne, nacionalne, svjetonazorske i druge probleme. U svemu tome nazočni su i socijalni motivi, iako su mu te pjesme puno manje poznate. U istima je primjećivao i suosjećao s društvenim nepravdama i gospodarskim poteškoćama (ponajviše zbog velike gospodarske krize koja je ozbiljno uzdrmala siromašne države) s kojima su se suočili neki slojevi njegovog hrvatskog naroda, opisavši s ljubavlju i iskrenošću teški život pogođenih tim okolnostima, nerijetko prožeto s kršćanskom tematikom. Zbirka Srebrno klasje je upravo time prožeta. Pjesme koje valja istaknuti iz te zbirke su Asiški svetac među siromasima, Balada o prosjaku koji se vratio žitnim poljima, Da se narodi smire, Isuse, i sam si radnik bio, Orači, Tri susreta s malim beskućnikom, Tuga našeg šora u ljetno veče, Dani prije žetve. Bio je žestoki pristaša hrvatstva Bunjevaca, kojima je i sam pripadao. O tome svjedoče i njegovi stihovi u pjesmi «Hrvati bili smo uvijek - Hrvati odsad biti» na ploči u Subotici postavljenoj povodom 250. obljetnice doseljenja bunjevačkih Hrvata.
Popis i analizu uglazbljenih stihova Alekse Kokića sastavio je i analizirao Miroslav Stantić, a rad je objavljen u časopisu za duhovnu glazbu Sveta Cecilija u Zagrebu.

## Djela
- Klasovi pjevaju, (1936.)
- Zvona tihe radosti, (1938.)
- Bunjevci i Šokci, (1939.) (s Markom Čovićem)
- Slikovnica kršćanskog nauka (1939.)
- Srebrno klasje, zbirka pjesama, (1962.)
- Prvijenci (1928. – 1933.), zbirka pjesama, Subotica, (2010.)

## Vanjske poveznice
- Na stranicama za duhovna zvanja Subotičke biskupije  Arhivirana inačica izvorne stranice od 4. rujna 2004. (Wayback Machine)
- Zvonik br. 701  Arhivirana inačica izvorne stranice od 3. travnja 2008. (Wayback Machine) Pjesniku mirisnih njiva
- Zvonik br. 921  Arhivirana inačica izvorne stranice od 27. rujna 2007. (Wayback Machine)
- Klasje naših ravni
- Antologija proze bunjevačkih Hrvata  Arhivirana inačica izvorne stranice od 15. travnja 2008. (Wayback Machine)
- Antologija poezije bunjevačkih Hrvata  Arhivirana inačica izvorne stranice od 17. travnja 2008. (Wayback Machine)